# Берсюир, Пьер
Пьер Берсюи́р (лат. Petrus Berchorius или Petrus Bercorius; около 1290, Сен-Пьер-дю-Шемен, современный департамент Вандея — 1362, Париж) — французский средневековый писатель, монах-бенедиктинец, один из ведущих французских учёных своего времени и друг Петрарки. Автор энциклопедических трудов по морали и первый французский переводчик «Истории от основания города» Тита Ливия.

## Имя
В предисловии к одному из его первых произведений, Reductiorum morale, он представляется на латыни: sum quidam peccator, ordinis sancti benedicti monachus, natione gallus, patria pictavinus, nomine Petrus, cognomine Berchorius (с лат. — «Я смиренный грешник, монах ордена святого Бенедикта, галл из Пуату, по имени Петрус, по прозвищу Берхорий»). В других рукописях его имя пишется как Bercorius, Berchorii, Berthorius и так далее; наиболее частое написание — Berchorius. С другой стороны, французский вариант его латинского имени транскрибировался также по-разному: «Bercheure», «Berchoire», «Berceur», «Berchaire», «Bercœur» и так далее. Первые биографы нового времени в свою очередь варьировали: Жак де Сад называл его «Le Bercheur», в Словаре французского языка «Литтре» 1863 года — он «Bercheure», для Леопольда Делиля он был то «Le Berceur», то «Le Bercheur». Историк Полен Парис нашёл его в списках священников Сент-Элуа под именами «Pierre Berseure», «Bresseure» и «Bersuyre». С конца XIX века принятым написанием и произношением стало Пьер Берсюир, по названию городка Берсюир (ныне Брессюир), расположенного недалеко от его родной деревни.

## Биография
Сведения о жизни Пьера Берсюира скудны и разрозненны, нет документов о его семье и рождении. Петрарка, который встречался с ним, называл его «почтенным», что говорит о том, что он был значительно старше него. Поскольку Петрарка родился в 1304 году, можно предположить, что Пьер Берсюир родился в конце XIII века — возможно, около 1290 года.
По словам аббата Сада, первоначально Пьер Берсюир был в течение некоторого времени францисканцем, однако Панье полагает, что весомых подтверждений этому не существует. Затем Пьер Берсюир был бенедиктинцем в аббатстве Майзе. Предположительно он сопровождал аббата Майзе Жоффруа Пувро к папскому двору в Авиньоне — возможно, это произошло в 1317 году, когда тот был назначен епископом, или несколько лет спустя. Известно, что в Авиньоне Берсюир был отмечен за свои таланты. К 1328 году он стал секретарем кардинала Пьера де Преса, вице-канцлера папы, и оставался им до начала 1340-х годов. Именно кардинал побудил его начать литературную деятельность и одолжил ему свои книги. Берсюир посвятил Пресу два великих произведения, написанных в этот период — Reductiorum morale и Repertorium morale. В это же время он также стал близким другом Петрарки, которого навещал в Фонтен-де-Воклюзе.
Известно, что в 1342 году Берсюир находился в Париже, где редактировал свой Reductiorum morale. Причина его пребывания неизвестна, но возможно, он сопровождал Пьера де Преса, который был отправлен папой римским, с заданием добиться заключения мира между королями Франции и Англии. В последующие годы он, вероятно, оставался в Париже, посещал курсы в Парижском университете. Больше о нём нет никаких сведений до 1351 года. Из документа от 5 марта 1351 года известно, что в то время он содержался в парижской епископской тюрьме, обвиненный в ереси, возможно, из-за своих трудов о морали. Университет признал его «школяром» (старофр. escolier) и обратился к королю Иоанну Доброму с просьбой освободить его, что и было сделано через несколько дней. В том же году он занял должность камергера в церкви Нотр-Дам аббатства в Кулоне в Нормандии.

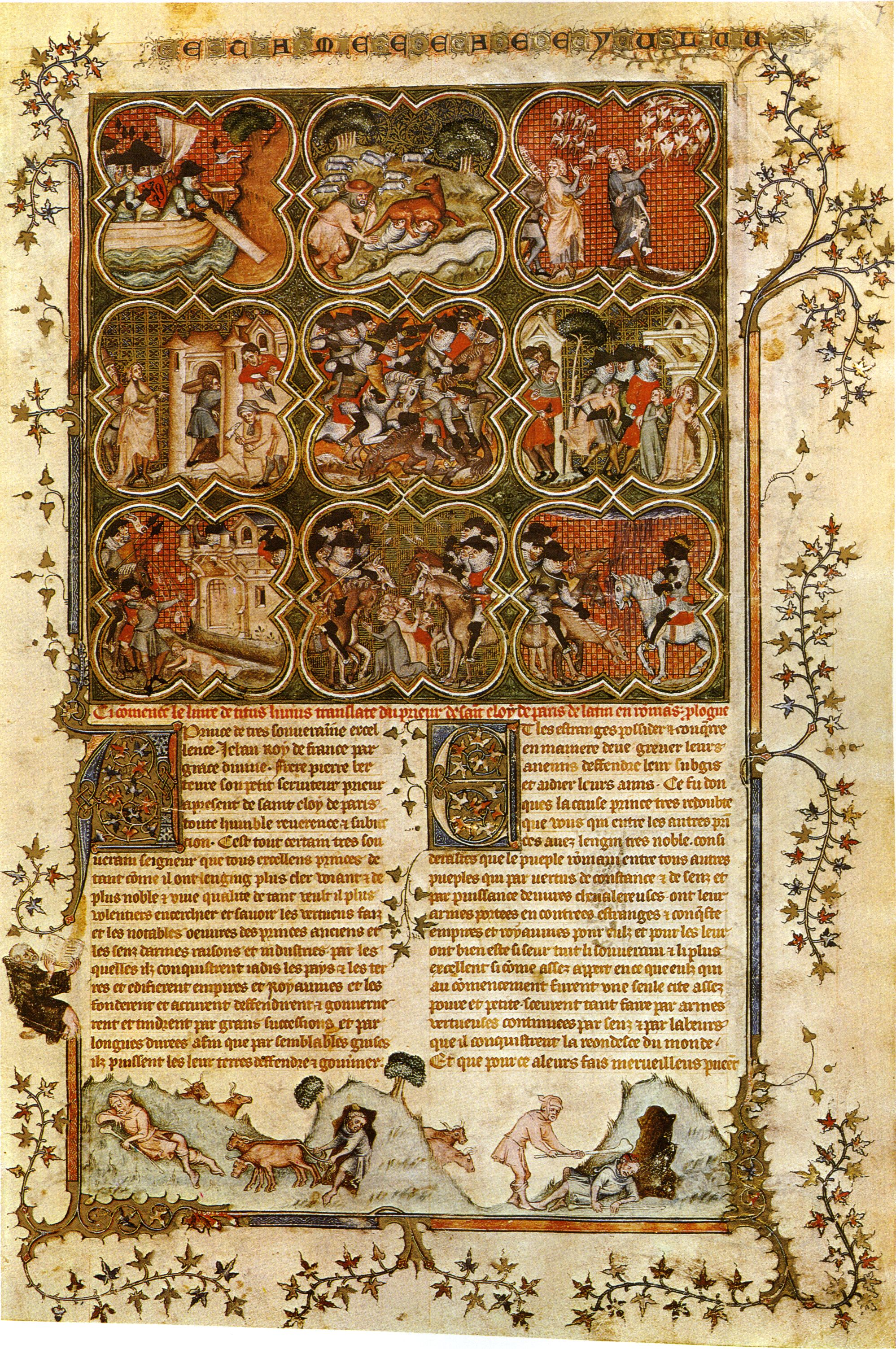
Страница перевода Тита Ливия, выполненного Пьером Берсюиром

Иоанн Добрый, взошедший на французский престол годом ранее, славился своей книжностью. Он, несомненно, уже был знаком с Берсюиром и поручил ему перевести Тита Ливия на французский язык, что тот и сделал — перевод был окончен между 1354 и 1356 годами.
Исследователь Бенжамен Фийон обнаружил контрасигнатуру P. Berchorius на королевском письме от 21 августа 1353 года, и предположил, что Берсюир был королевским секретарём Иоанна Доброго. Леопольд Панье провёл дальнейшие исследования и обнаружил королевские письма с февраля 1352 по 1355 год с подписью Berch. cama, которую он прочитал как Berchorius camararius (с лат. — «камергер Берсюир»), подтвердив тем самым мнение Бенжамена Фийона. Жан-Поль Лоран расширил поле исследования ещё больше и обнаружил многочисленные королевские письма, подпись на которых можно прочесть как Berch. cama, но скорее Berth. cama, датированные от ноября 1335 года (когда трон занимал ещё Филипп VI Валуа) до ноября 1358 года, что противоречит тезису Фийона и Панье, поскольку Пьер Берсюир исполнял обязанности камергера только с 1349 по 1354 год. Кроме того, Жан-Поль Лоран обнаружил письмо от апреля 1353 года, подписанное Berthel. Cama, а также письмо от февраля 1357 года с полной подписью Berthelemi Cama. Жан-Поль Лоран пришёл к выводу, что королевским секретарём Иоанна Доброго был не Пьер Берсюир, а Бартелеми Кама, который также был известен как нотариус.
Буллой папы Иннокентия IV от 8 апреля 1354 года предписывалось ему уступить должность камергера бенедиктинцу Пьеру Грелю (фр. Pierre Gresle) и занять вместо того должность приора приората Сент-Элуа на острове Сите в Париже. Перед обменой должностями между Грелем и Берсюиром были заключены соглашения о погашении долгов, связанных с их должностями. Они не соблюдались, что привело к тяжбе, в результате которой суд аннулировал эти соглашения, что было зафиксировано у нотариуса в феврале 1355 года и подтверждено Парижским парламентом. Ещё одна тяжба возникла, когда Апостольская палата потребовала от Греля оплатить расходы на издание папской буллы. Считая, что Берсюир был инициатором этого требования, Грель вызвал его в Парижский парламент, который отклонил его притязания в августе 1357 года.
В январе 1361 года в качестве посла Галеаццо II Висконти, правителя Милана, в Париж прибыл Петрарка. Он долго общался с Берсюиром и некоторыми другие парижскими учёными — согласно его записям, он считал Берсюира самым выдающимся учёным во французской столице. Вскоре после приезда Петрарки, в 1362 году, Берсюир скончался, но точная дата его смерти остаётся неизвестной. На посту настоятеля Сент-Элуа Берсюира сменил его племянник Пьер Филиппо (фр. Pierre Philippeau, примерно до 1406 года), который поддерживал память о нём, проводя в его память мессы.

## Сочинения
Пьер Берсюир — автор следующих сочинений:
- Reductorium morale (вторая треть XIV века) — морализаторская версия сочинения De proprietatibus rerum Бартоломея Английского
- Repertorium morale (вторая треть XIV века) — многотомная энциклопедия с расположенными в алфавитном порядке статьями по самым разным темам (Бог, ангелы, демоны, человек, органы человеческого тела, животные, растения, минералы, физические элементы)
- Collatio pro fine operis (вторая треть XIV века) — эпилог к Repertorium morale
- Sermones (вторая треть XIV века)
- Livre de Tytus Livius de hystoire roumaine (окончена между 1354 и 1356 годами) — перевод «Истории от основания города» Тита Ливия на старофранцузский язык. В перевод были включены части, известные в то время: 1-я и 3-я декады полностью, 4-я за исключением книги 33. Для этой работы Пьер Берсюир использовал комментарии, написанные в начале XIV века английским доминиканцем Николаем Триветом[16]. В своем переводе Берсюиру пришлось создать множество неологизмов на старофранцузском языке, чтобы передать древние реалии. Таким образом, он использовал заимствованные из латыни слова, но для того, чтобы быть понятым не знакомым с латинской культурой читателям, он предварил свой перевод лексиконом «слов, не имеющих собственного французского происхождения» и объявил: «Я буду использовать эти заимствования из латыни». Это новшество было подхвачено другими переводчиками[17]. Труд Берсюира лёг в основу переводов на Пиренейском полуострове (Перо Лопес де Айала[англ.]) и в Шотландии (Джон Белленден[англ.])[18].

### Утерянные сочинения
- Breviarium morale
- Mappa mundi